# Браунит
Браунит — марганцевый минерал, класса оксидов. Образуется при метаморфизме силикатов и оксидов марганца, и как продукт выветривания.
Руду с браунитом используют в металлургической, химической промышленности, для производства марганца.

## История
Минерал назван в честь Вильгельма фон Брауна (1790 — 1872).

## Меторождения
Крупные месторождения известны в Казахстане (Джездинское месторождение), ЮАР, Бразилии и Индии.